# Synthetoceratinae
Synthetoceratinae es una subfamilia de la familia Protoceratidae perteneciente al orden Artiodactyla, endémico de América del Norte durante el Mioceno, que vivió hace aproximadamente 23.03-3.9 Ma, existiendo durante 19,13 millones de años.

## Taxonomía
Synthetoceratinae fue nombrada por Frick en 1937. Su especie tipo es Synthetoceras. Fue considerada monofilética por Webb et al. en 2003. Fue asignada a Protoceratidae por Webb en 1981, Prothero en 1998, Webb et al. en 2003, Hulbert y Whitmore en 2006 y Prothero y Ludtke en 2007.

## Géneros y especies
Synthetoceratinae contiene cinco géneros con sus respectivas especies:
- †Kyptoceras
  - Kyptoceras amatorum
- †Lambdoceras
  - Lambdoceras hessei
  - Lambdoceras siouxensis
  - Lambdoceras trinitiensis
- †Prosynthetoceras
  - Prosynthetoceras francisi
  - Prosynthetoceras orthrionanus
  - Prosynthetoceras texanus
- †Synthetoceras - Especie tipo.
  - Synthetoceras tricornatus
- †Syndyoceras
  - Synthetoceras cooki